# 小行星3253
小行星3253（3253 Gradie）是一颗绕太阳运转的小行星，为主小行星带小行星。该小行星于1982年4月28日发现。
該小行星以美國天文學家喬納森·凱瑞·葛拉蒂（Jonathan Carey Gradie）命名。

## 轨道参数
小行星3253的轨道半长轴为2.2480838 UA，离心率为0.198。